# Barghest
Barghest, Bargtjest, Bo-guest eller Bargest är en mytologisk monstruös svart hund med gigantiska tänder och klor som förekommer i engelsk folktro. Det sägs att monstret ska hemsöka en ravin vid namn Troller's Gill (en.) i England. Det finns även historier om hur monstret hemsöker staden York där den, enligt legenden, dödar människor som går ensamma.

## Namn
Ursprunget av ordet barghest är omdiskuterat. Ordet spöke uttalades förut som guest, vilket namnet ska symbolisera: burh-ghest, eller by-spöke. Andra förklarar namnet som det tyska Berg-geist, bergsspöke, eller Bargeist, björnspöke (en länk till att man sett varelsen ta form som en björn). Sedan finns det ordet Bier-Geist, som betyder dödsölens ande. 

## Barghest i populärkultur

### Böcker
- I Bram Stokers bok Dracula tar Drakula form som en jättelik svart hund, som påminner om en barghest.
- The Whitby Witches av Robin Jarvis (en.).
- Soujurn av R.A. Salvatore.
- The Witches av Roald Dahl.
- Sherlock Holmes, skriven av Sir Arthur Conan Doyle.
- Legenden om Morwhayle av Peter Bergting.

### Inom film och TV
- Monstret är en skurk i barn TV-serien Roger and the Rottentrolls.
- Är med i TV-filmen Devil Dog: Hound of Hell.
- I filmen The Wrath från 2007 är monstret en beskyddare av en förhistorisk förbannelse.

### Rollspel
Barghest finns i följande rollspel:
- Dungeons and Dragons
- Exalted
- World of Darkness
- Icewind Dale II
- Wraith: The Oblivion
- Shadowrun
- Spelet om Morwhayle av Fria ligan.

### Datorspel
- Monster Rancher
- Chrono Trigger
- Pokémon
- Lord of the Rings Online
- Final Fantasy XII
- The Witcher
- The Witcher 3: Wildhunt